# Alfred Zimmerlin

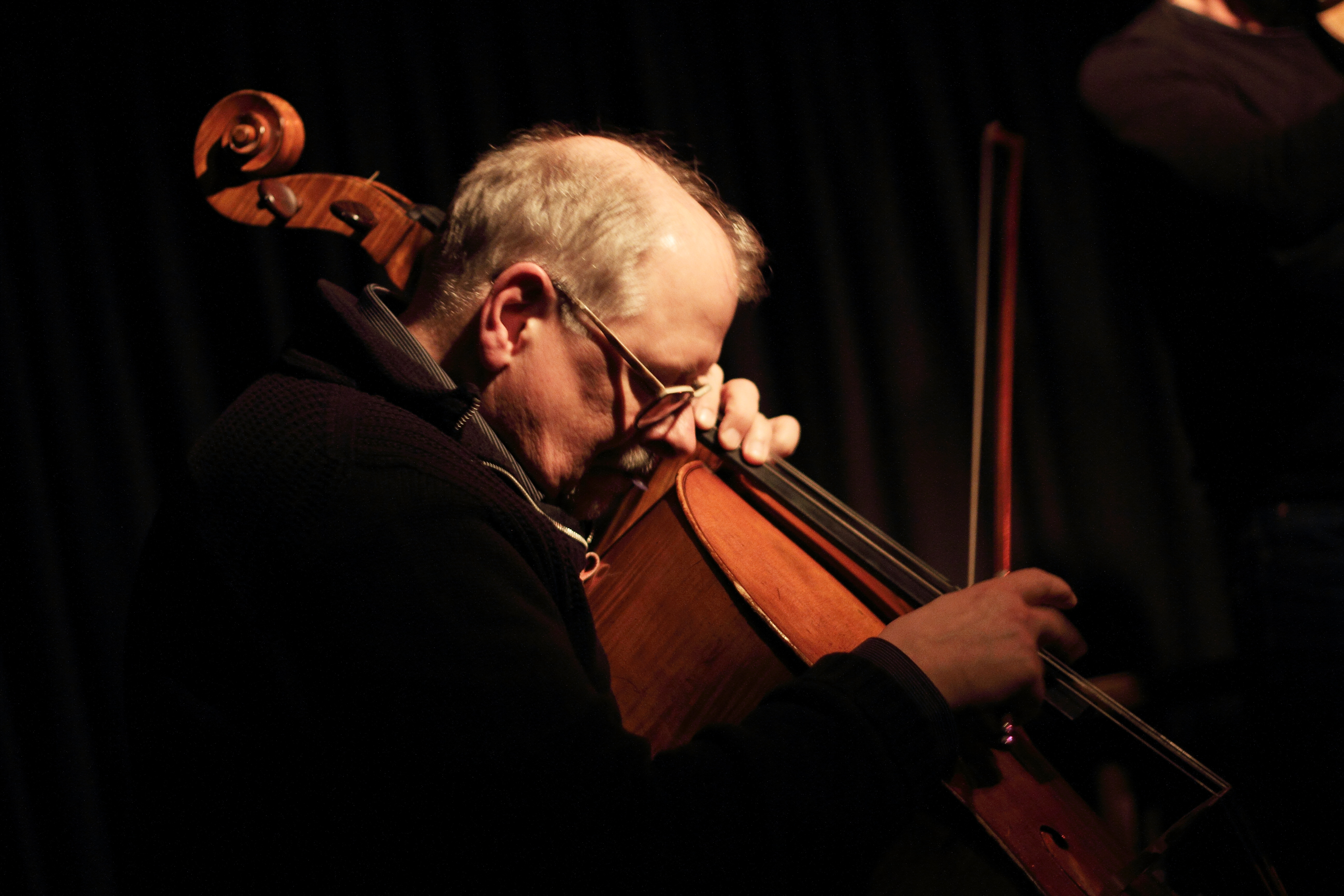
Alfred Zimmerlin im club W71, 2017

Alfred Zimmerlin (* 12. April 1955) ist ein Schweizer Komponist und Cellist.

## Biografie
Zimmerlin studierte Musikwissenschaft und Musikethnologie an der Universität Zürich bei Kurt von Fischer und Wolfgang Laade, Theorie bei Peter Benary und Komposition bei Hans Wüthrich-Mathez und Hans Ulrich Lehmann. Seit 1980 arbeitet er in der „Werkstatt für improvisierte Musik“ (WIM) in Zürich mit. Als improvisierender Musiker auf dem Violoncello ist er international in verschiedenen Formationen tätig. Er konzertiert und macht Rundfunkaufnahmen in Europa und in den USA.

## Werke
Die Werkliste von Alfred Zimmerlin umfasst bis heute etwa siebzig Kompositionen. Dazu gehören Klavierstücke, Kammermusik mit oder ohne Live-Elektronik, Vokalmusik, Orchestermusik, Musiktheater, Arbeiten für Rundfunk und Film. Seine jüngsten grösseren Werke sind die Streichquartette Nr. 1 und 2 und "Weites Land" für Violoncello und Tonband.

## Diskografie
Zimmerlin ist als improvisierender Musiker auf zahlreichen Schallplatten zu hören, darunter Aufnahmen mit dem Trio KARL ein KARL, dem Tony Oxley Celebration Orchestra, Christoph Gallio, The Great Musaurian Songbook u. v. a. m. Kompositionen von ihm wurden auf den Labels Jecklin Disco, RÉR, Altrisuoni und Edition Wandelweiser Records veröffentlicht.
- Quintett für Klarinette, 2 Violinen, Viola und Violoncello (1989-90); enthält auch: Clavierstück 4 (1990/92, Version 1). Klavierstück 5 (1990–92). Clavierstück 4 (1990/92, Version 2); Timescraper Music, Berlin [1997]

## Auszeichnungen / Förderungen
- 1982, 1984 und 1999 Werkjahrstipendien des Aargauischen Kuratoriums
- 1986 Musikpreis der C. F. Meyer-Stiftung[4]
- 1988 Werkjahr für Komposition der Stadt Zürich
- 2001 auf Einladung von Pro Helvetia Résidence in Kairo
- 2014 Kulturpreis des Kantons Zürich
- 2016 Nomination zum Schweizer Musikpreis